# Port lotniczy Kaitaia
Port lotniczy Kaitaia (IATA: KAT, ICAO: NZKT) – port lotniczy położony w Kaitaia, w regionie Northland, w Nowej Zelandii.